# Jonas Sundelin
Jonas Sundelin, född 2 november 1721 i Linköpings församling, Östergötlands län, död 9 februari 1805 i Östra Stenby församling, Östergötlands län, var en svensk präst.

## Biografi
Jonas Sundelin föddes 1721 i Linköpings församling. Han var son till sadelmakaren Jonas Sundelin och Catharina Ryy. Sundelin studerade i Linköping och blev 1 februari 1740 student vid Lunds universitet och höstterminen 1743 student vid Uppsala universitet. Han prästvigdes 21 oktober 1747 i Klara kyrka i Stockholm till huspredikant på Grävsten. Den 25 juni 1753 blev han hospitalspredikant och slottspredikant i Linköpings församling. Sundelin avlade 25 maj 1759 pastoralexamen och blev 15 april 1762 kyrkoherde i Östra Stenby församling med tillträde 1762. Han blev 1782 prost och 13 juni 1789 kontraktsprost i Vikbolands kontrakt. Sundelin avled 1805 i Östra Stenby församling och begravdes 21 februari i Östra Stenby kyrka av prosten Johan Schenmark i Konungsunds församling.
Ett porträtt av Sundelin finns i Östra Stenby kyrkas sakristia.

### Familj
Sundelin gifte sig första gången 19 april 1748 med Inga Brita Cederstolpe. (1718–1763). Hon var dotter till generalkrigskommissarien Hans Cederstolpe och Agneta Croëse. Cederstolpe var änka efter kyrkoherden Johannes Petrelius i Västerviks församling. Sundelin och Cederstolpe fick tillsammans barnen Inga Catharina Sundelin som var gift med handlanden Johan Johansson Iser i Norrköping, en son (1750–1750), Dorothea Johanna Sundelin (född 1742) som var gift med konditorn Eric Zetterberg i Uppsala, auskultanten Carl Sundelin (född 1754) vid Norrköpings rådhusrätt, Magda Christina Sundelin (1758–1800) och Brita Maria Sundelin (född 1761).
Sundelin gifte sig andra gången 3 mars 1765 med Catharina Helena Bauermeister (1728–1769). Hon var änka efter inspektoren Carl Fredric Fischer på Fågelvik, Tryserums församling. Sundelin och Bauermeister fick tillsammans barnen dykeriinspektoren Jonas Sundelin (född 1766) och Benjamin SUndelin (1769–1770).
Sundelin gifte sig tredje gången 13 november 1770 med Catharina Elisabeth Silfverlåås (1723–1773). Hon var dotter till kaptenen Gustaf Silfverlåås och Hedvig Niethoff på Tyllinge i Dalhems församling. Silfverlåås var änka efter komministern Csrl Höijer i Sankt Lars församling, Linköping.